# 김홍규 (1876년)
김홍규(金洪奎, 1876년 ~ 1959년)는 대한민국의 독립운동가로 본관(本貫)은 경주(慶州)이고, 자(字)는 율재(栗齋)이다.

## 생애
율제(栗齊) 김홍규(金洪奎) 선생은 1876년 5월 2일 김제평야 제일가는 부잣집 아들로 태어났다. 자는 민석(敏錫), 호는 율제다. 한일합방으로 국운이 암울했던 1905년 독립운동에 뜻을 두고 천도교에 입문했다. 그때가 17살 되던 해였다. 1906년 증산교에 입교, 1908년 다시 태을교에 입교했다. 1913년에 보천교에 입교하여 재무주임이 됐다. 1917년 9월 25일 김홍규(金烘圭)는 남북도(南北道)의 집리(執理)로 선정되었다.
김홍규는 보천교 입교 전에 임시정부가 있는 상해로 가서 자신을 국내 독립군 자금책으로 파견해 달라고 부탁할 정도로 독립운동에 매우 열성적인 애국지사였다. 보천교 교주인 차경석이 김홍규를 보천교 재무담당으로 임명한 것은 차경석의 민족독립에 대한 열망과 김홍규의 독립에 대한 열망이 맞아떨어졌기 때문이다.

김홍규는 만세운동이 크게 일었던 1919년 독립운동에 가담하였다. 1919년 3·1 운동이 일어났을 때 민족대표 48인 중 한 명으로 참가하였던 김홍규는 당시 천도교가 월보 인쇄 등을 위해 직영하던 보성사(普成社)의 공장 감독이었다.
보성사 사장 이종일의 지시에 따라 종로구 수송동에 위치한 인쇄소 공장에서 인쇄공 신영구로 하여금 기미독립선언서와 《독립신문》를 인쇄하도록 했다. 이 사건으로 김홍규는 체포되어 징역 1년형을 선고받고 복역했다.
1919년 보천교가 독립운동단체로 의심을 받자 교주인 차경석이 출판물 허가를 받고 교단 공개 재가하였으며, 이때 일제는 보천교 간부였던 김홍규 등을 검거하여 차경석을 압박하였다. 1919년 9월 차경석이 경북 울진군 서면에서 김홍규를 불러 교단의 조직화를 명하자, 김홍규는 차경석의 지시대로 60방주로 교단의 조직을 개편하였다. 1919년 10월 김홍규는 보천교의 경북지역 조직에서 독립자금 10만 원을 수령했다. 11월에는 보천교 60방주 가운데 최고급 간부인 목방주(木方主에) 올라 교단의 2인자가 됐다. 1920년 9월에는 보천교 교도들과 10만 1500원을 독립자금으로 마련했다. 1921년 2월 이렇게 모은 돈 10만 3070원을 임시정부에 예치했다. 당시 백미 상등품 한 가마니의 값이 3원 50전임을 감안하면 이 돈의 오늘날 가치는 수백억 원대에 이를 것으로 추정된다. 이러한 독립자금 모금과 전달 뒤에는 보천교 교주의 차경석의 지시가 있었다.
1921년 보천교 재무를 담당했던 김홍규는 보천교 포교활동으로 가장하여 독립자금을 모금하려고 평안도로 가던 중 평양역에서 일본 관헌에게 체포됐다. 이 일로 공주지법에서 1심과 2심(23년 경성 복심법원) 1년 6월형을 선고받고, 이해 5월 고등법원에서 유죄로 판결, 상고가 기각됐다.
김홍규는 1924년 12월 출옥했지만 사실상 연금상태로 일제 경찰의 삼엄한 감시를 받았다. 이 무렵 보천교 시대일보 사업에도 참여했지만 감시가 심해 오래 관여하지는 못했다. 일제의 모진 고문에 큰 병을 얻은 김홍규 선생을 아들인 탄허 스님은 1924년까지 옥바라지 했다. 김홍규는 출소 후 농사를 지으며 아들인 김금택(金金鐸) 스님에게 한학(漢學)의 전 과정을 가르쳤다. 1925년에는 독특한 기술로 한약을 제조하여 큰돈을 벌었다. 하지만 모두 김구 선생의 독립자금으로 헌납했다. 1929년 김홍규는 김제 제일의 천재라는 아들 탄허가 공부를 계속할 수 있도록 이지함의 16대종가인 이극종가의 데릴사위로 보냈다. 탄허 스님은 당대 기호학파의 거두 이극종 선생으로부터 <시경>을 비롯한 삼경(三經)과 <예기> <춘추좌전> 등 경서를 배워 금세 통달했다. 1945년 해방 이후에는 병 치료에만 전념하다가 1950년 9월 28일 한국전란의 와중에 고문 후유증으로 세상을 떠났다.

## 사후
- 대한민국 정부는 그의 공헌을 기려 1990년 건국훈장 애국장을 추서하였다.

## 참고자료
- 김홍규 : 독립유공자 공훈록 - 국가보훈처

## 관련 서적
- 박종렬, 《차천자의 꿈, 시국》 (장문산, 2001)
- 홍범초, 《범증산교사(汎甑山敎史)》 (범증산연구원, 1988)

## 같이 보기
- 탄허